# Formans
Der Formans (im Oberlauf auch La Pierre genannt) ist ein kleiner Fluss im Südosten von Frankreich, der im Département Ain der Region Auvergne-Rhône-Alpes nördlich der Stadt Lyon verläuft.

## Geografie

### Verlauf
Der Formans entspringt im südwestlichen Gemeindegebiet von Ambérieux-en-Dombes, entwässert generell Richtung Südwest und mündet nach rund 17 Kilometern an der Gemeindegrenze von Saint-Bernard und Trévoux als linker Nebenfluss in die Saône. Im Oberlauf bildet er einen kleinen Stausee und quert gleich danach die Bahnstrecke LGV Sud-Est.

### Orte am Fluss
(Reihenfolge in Fließrichtung)
- Savigneux
- Ars-sur-Formans
- Misérieux
- Sainte-Euphémie
- Saint-Didier-de-Formans
- Fétan, Gemeinde Trévoux
- Saint-Bernard